# Secolul al XVIII-lea î.Hr.
Secolul al XIX-lea î.Hr. - Secolul al XVII-lea î.Hr. - Secolul al XVI-lea î.Hr. - Secolul al XV-lea î.Hr. - Secolul al XIV-lea î.Hr. - Secolul al XIII-lea î.Hr. - Secolul al XII-lea î.Hr. - Secolul al XI-lea î.Hr. - Secolul al X-lea î.Hr. - Secolul al IX-lea î.Hr. - Secolul al VIII-lea î.Hr. - Secolul al VII-lea î.Hr. - alte secole

## Hărți

## Evenimente
- 1800 î.en : Epoca de Fier în India
- 1800 î.en : Începutul epocii bronzului în nordul Europei
- 1800 i.Hr. - 1300 i.Hr. : Troia la apogeu
- C. 1800 î.en : comunități Mayan  din Mezoamerica
- C. 1800 î.en : Hyksoșii încep să se stabilească în Delta Nilului . Ei au avut capitala la Avaris , în nord-estul deltei Nilului .
- C. 1792 i.Hr. - 1750 i.Hr. :  -  Hammurabi din  Babilonia se lupta cu  Mari , pe care îl  cucerește mai
- C. 1792 i.Hr. - 1750 i.Hr. :  - Stela lui Hammurabi
- 1787 i.Hr. - 1784 i.Hr. : Amoriții cuceresc  Uruk  și Isin .
- 1786 î.en : Egipt : Regina Sobekneferu moare. Sfârșitul dinastiei a XII-a
- 1779 î.en : Zimrilim devine regele Mari
- 1770 î.en : Babilon , capitala Babiloniei  devine cel mai mare oraș din lume,depasind Teba , capitala Egiptului .
- 1766 î.en : Shang cucerește Xia
- 1764 i.Hr. - 1750 i.Hr. : războaiele lui Hammurabi .
- 1757 î.en : Mari sunt jefuiți de Hammurabi . Palatul lui Zimrilim  este distrus.
- 1757 î.en : Zimrilim , regele Mari , moare.
- 1750 î.en : Hyksoșii ocupă nordul Egiptului
- 1750 î.en : O erupție vulcanică colosală a Muntelui Veniaminof , Alaska.
- C. 1750 î.en : păstori nomazi, arieni , intră în India din Asia Centrală și în stepele rusești.
- C. 1750 î.en : epoca vedică începe în India.
- 1749 i.Hr. - 1712 i.Hr. : rebeliuni în Mesopotamia.
- Cultura timpurie Unetica începe din epoca bronzului în Europa Centrală .
- Civilizației minoice : faza a II-a a perioadei de mijloc
- C. 1700 i.Hr. :  ultimele specii de mamut au dispărut de  pe Insula Wrangel .
- C. 1700 i.Hr.:  perioada veche minoică se încheie  și începe a doua perioadă a Palatului minoic în Creta .
- C. 1700 i.Hr. : Lila-Ir-Tash conduce Imperiul Elamite .
- C. 1700 i.Hr.: Epoca Bronzului începe în China.
- C. 1700 i.Hr.: Dinastia Shang începe în China.
- 1800 i.Hr. - 1700 i.Hr. : Declinul civilizației Văii Indusului

## Galerie

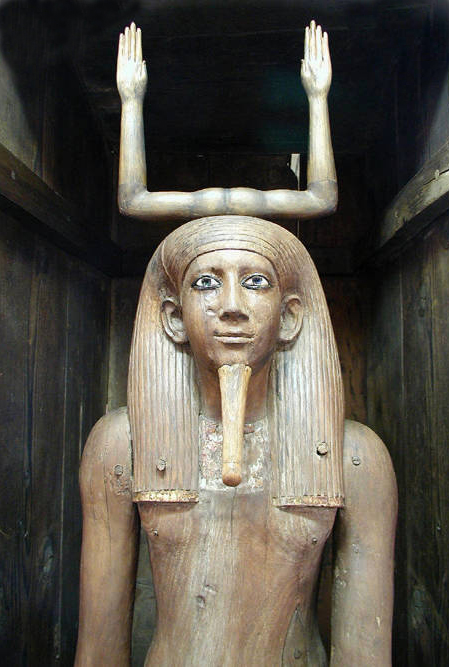
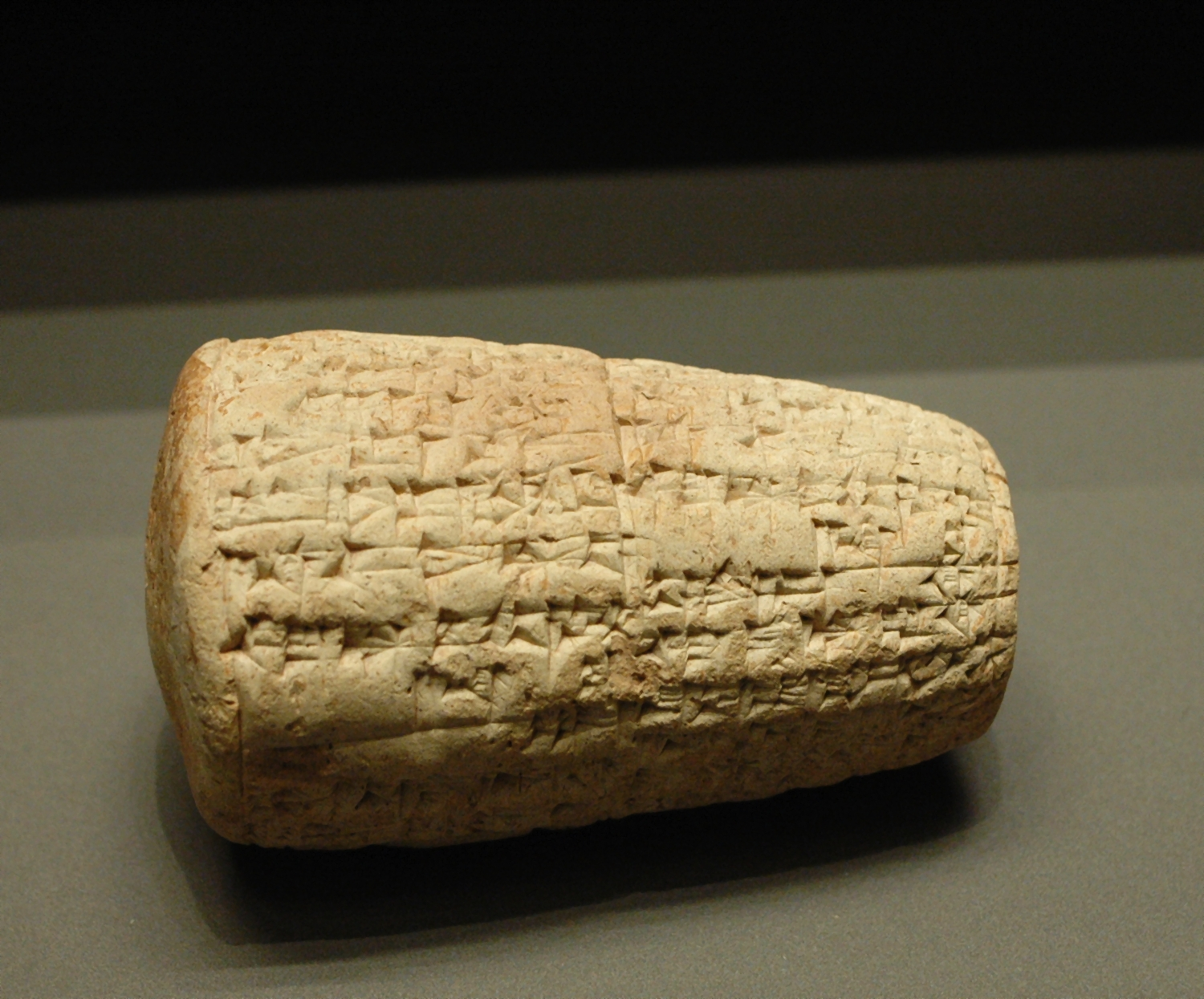
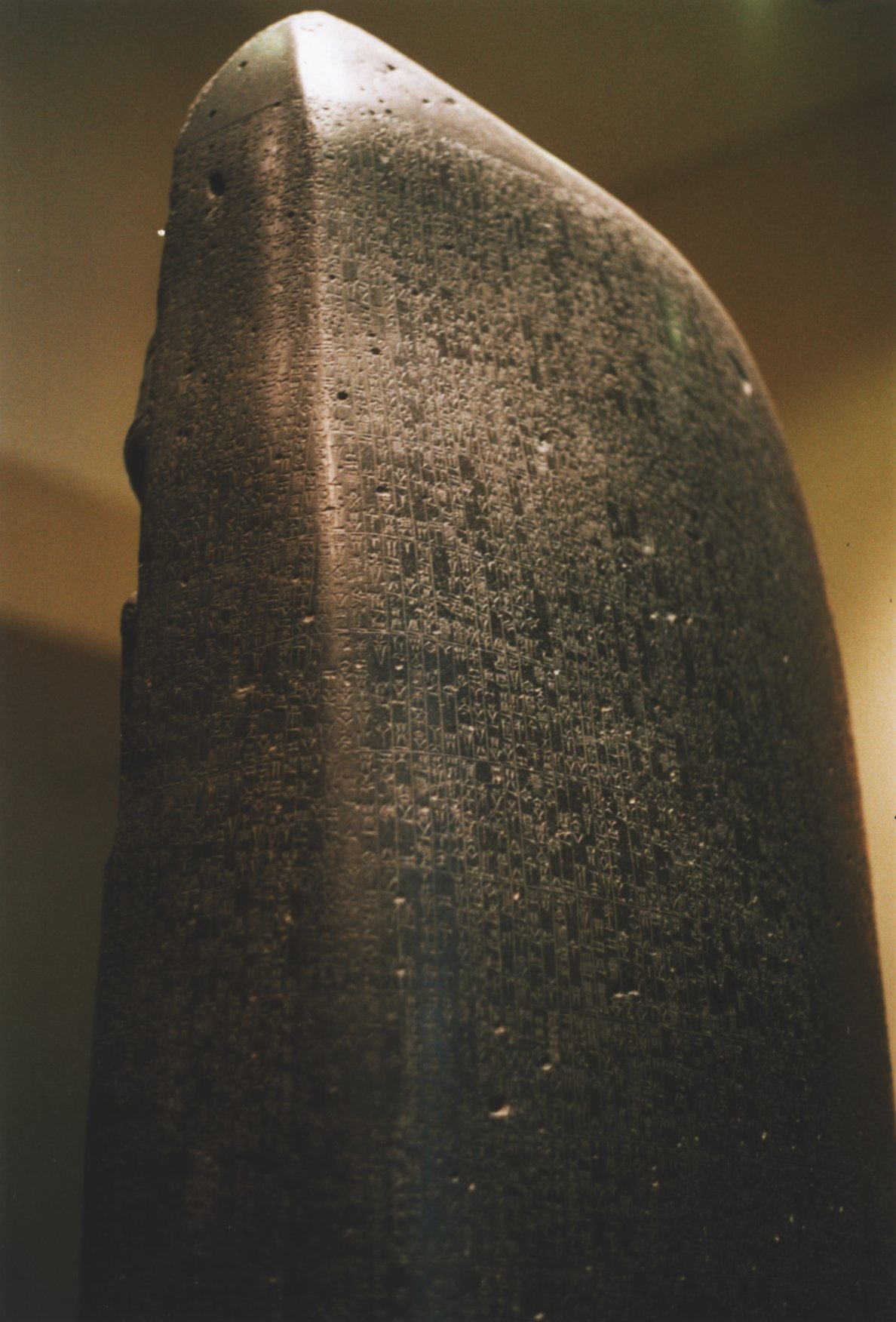
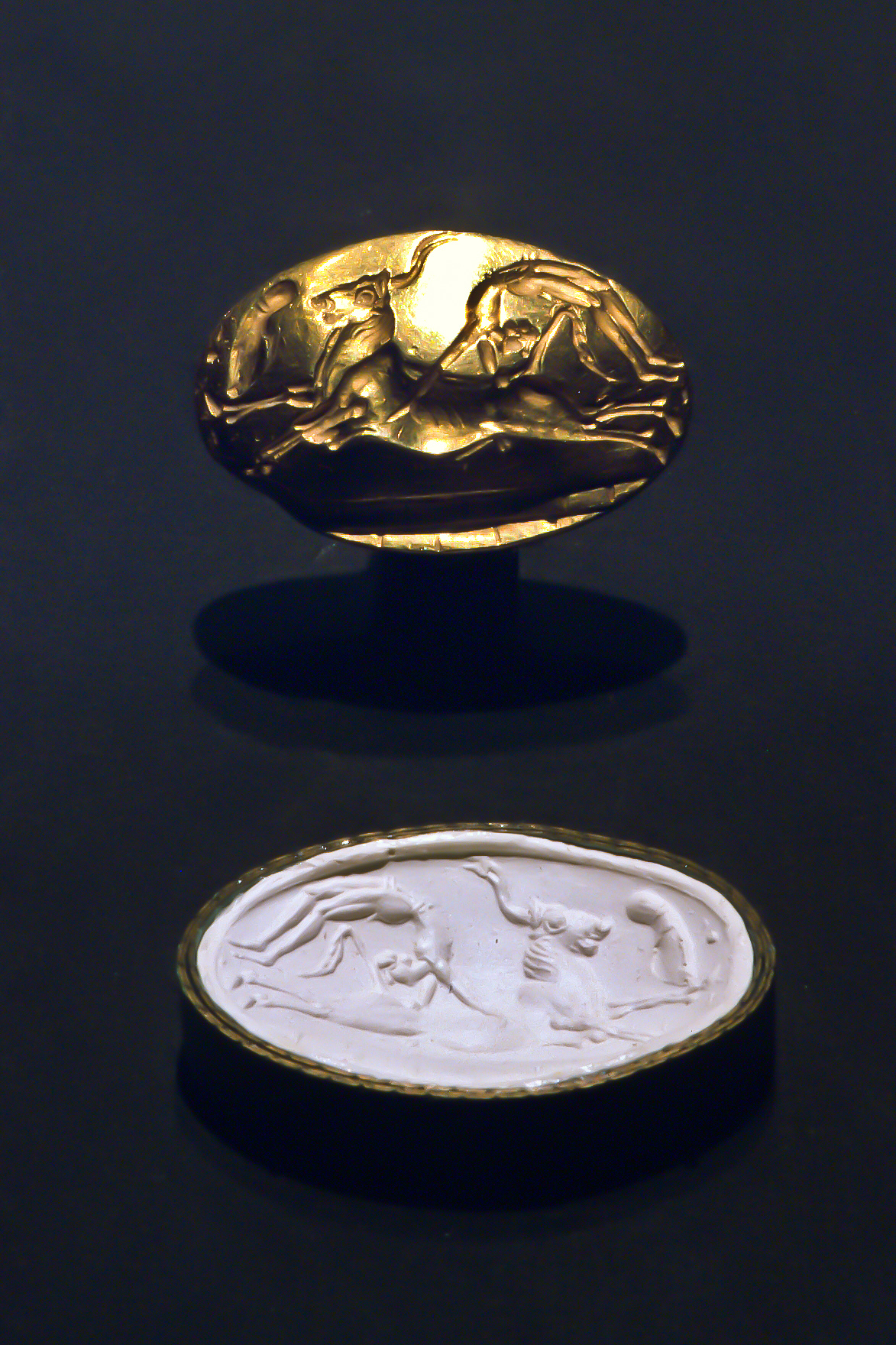
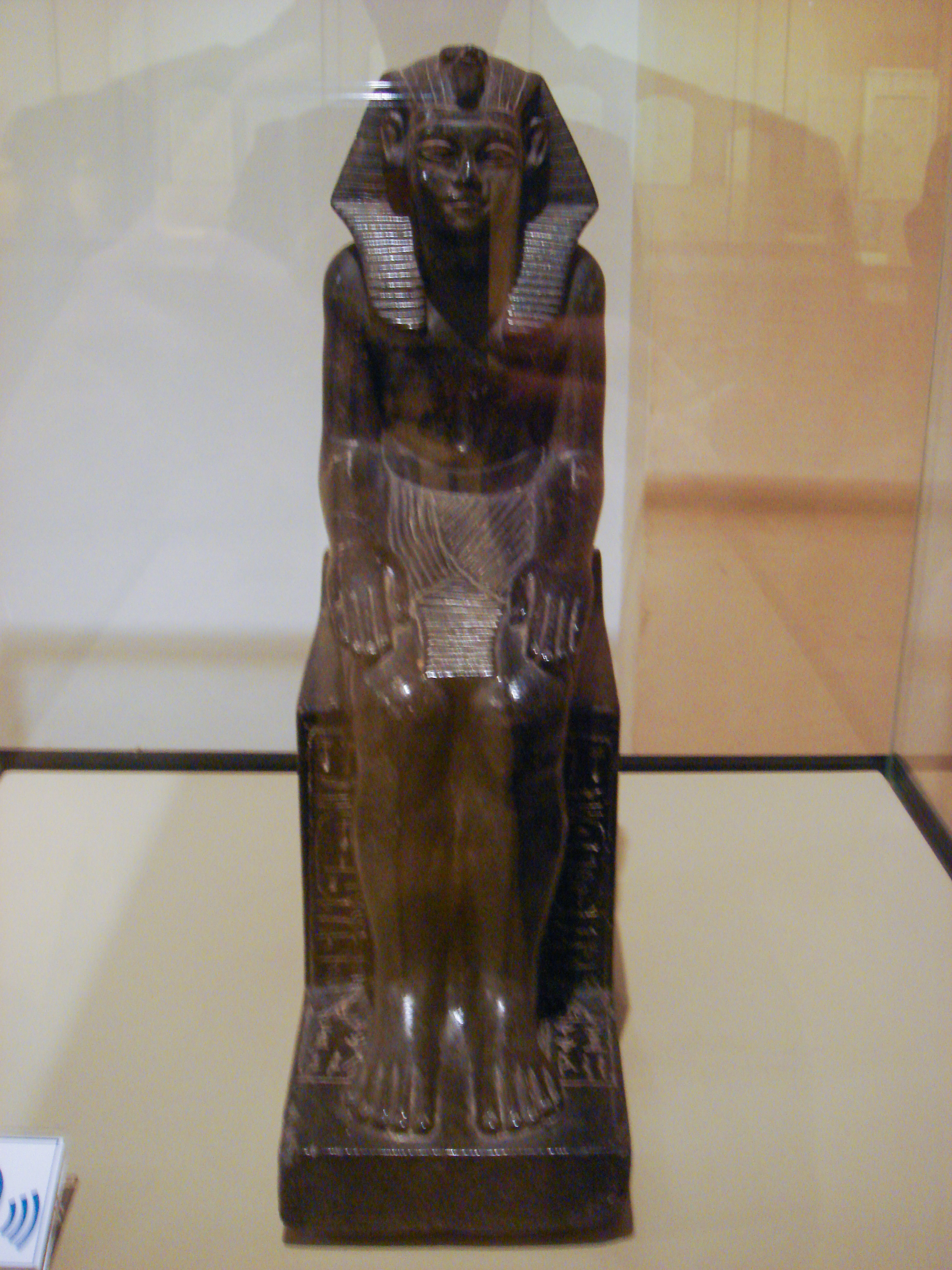
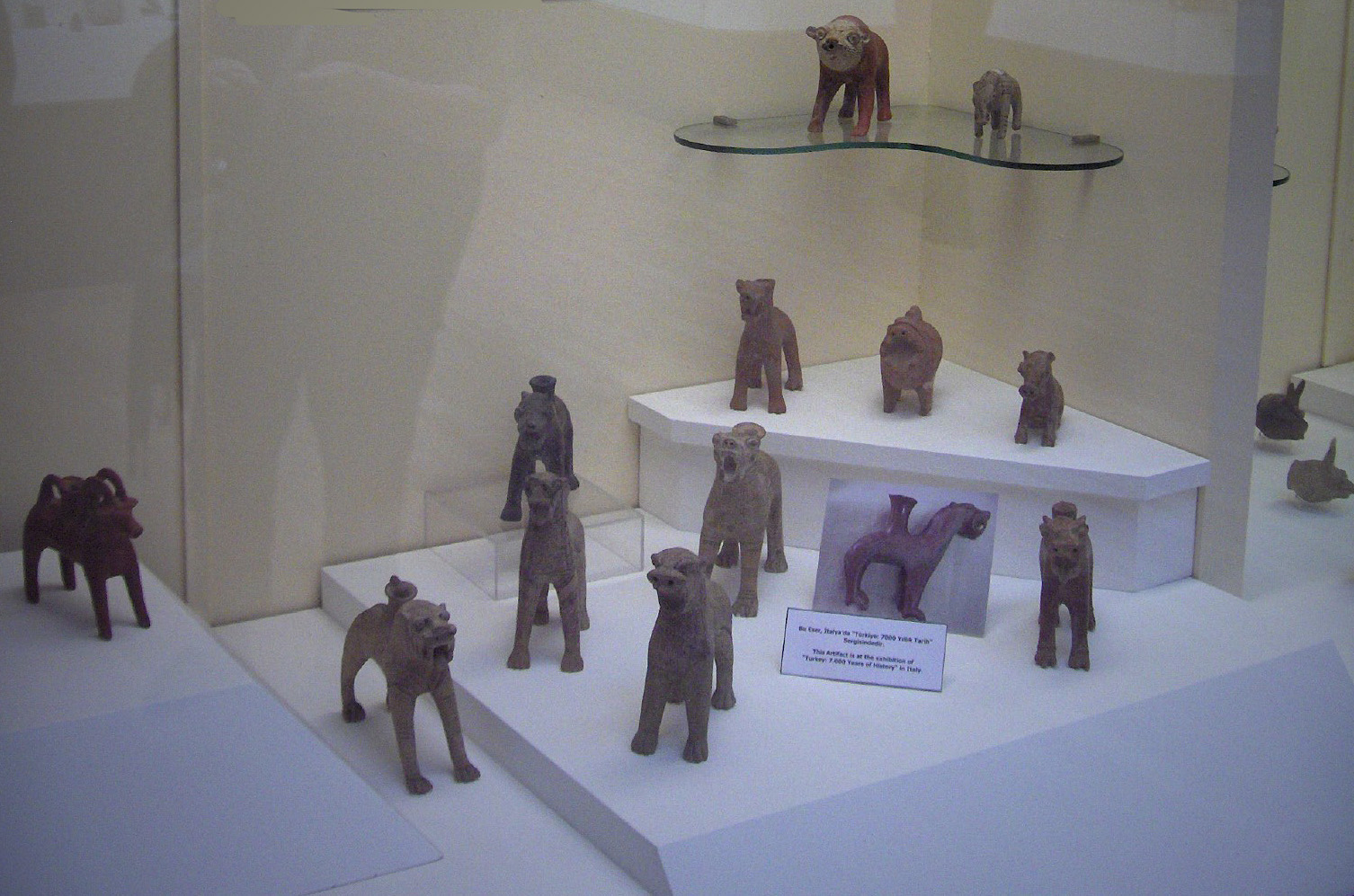
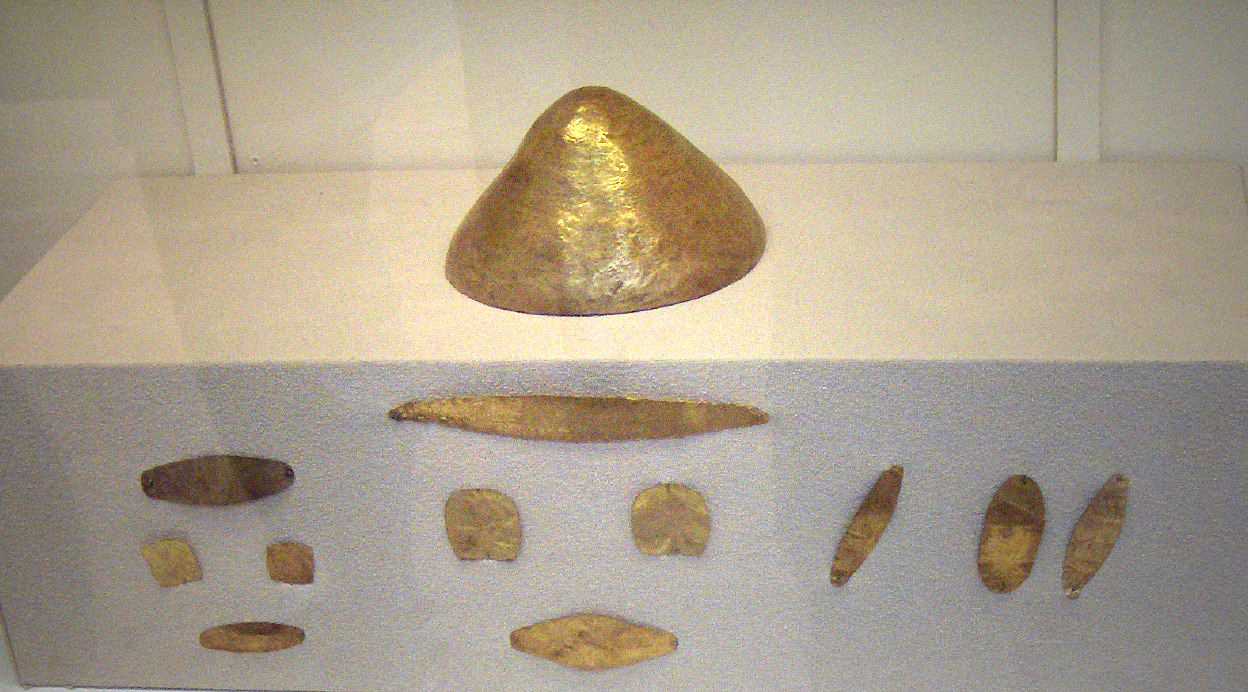
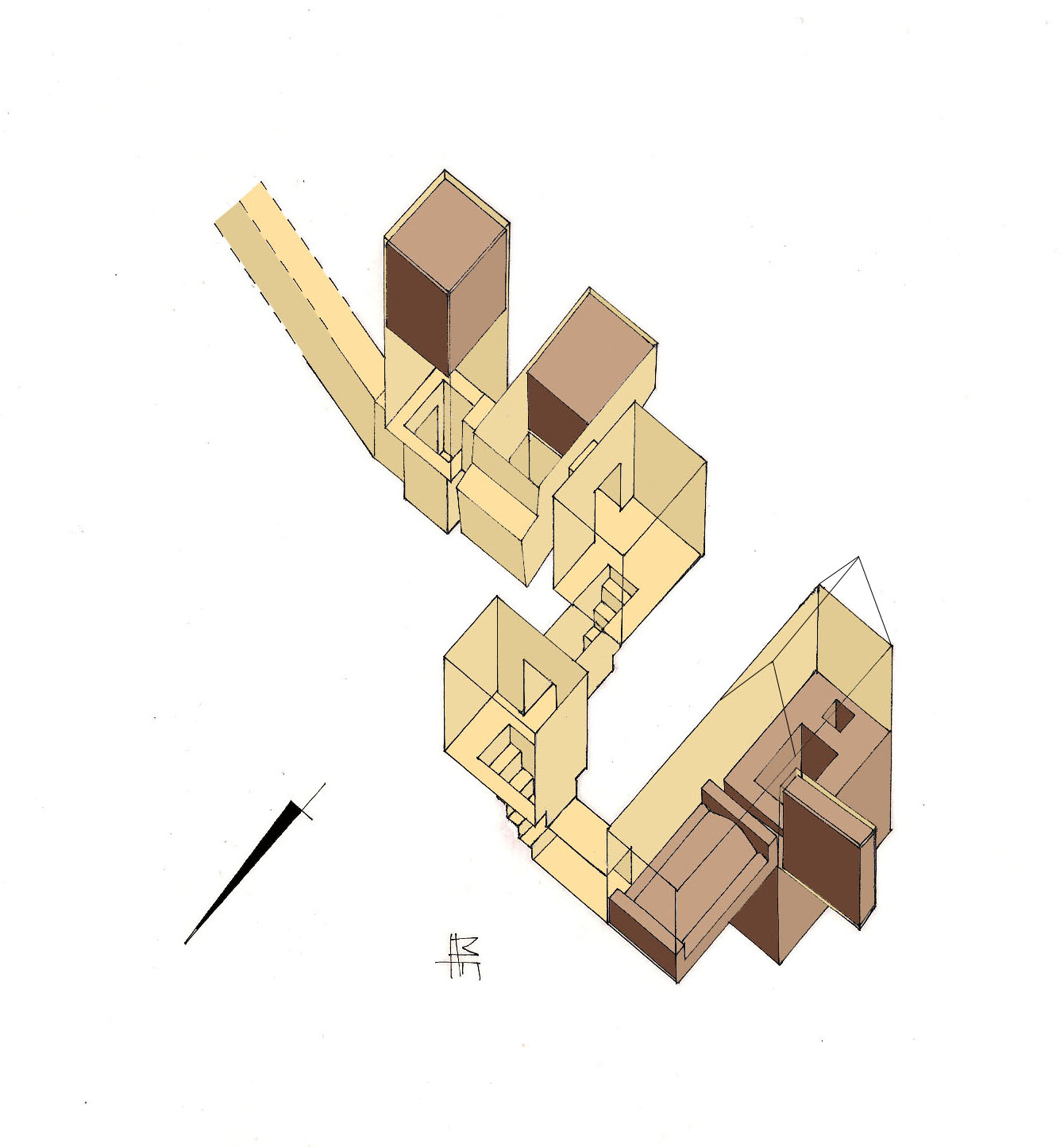
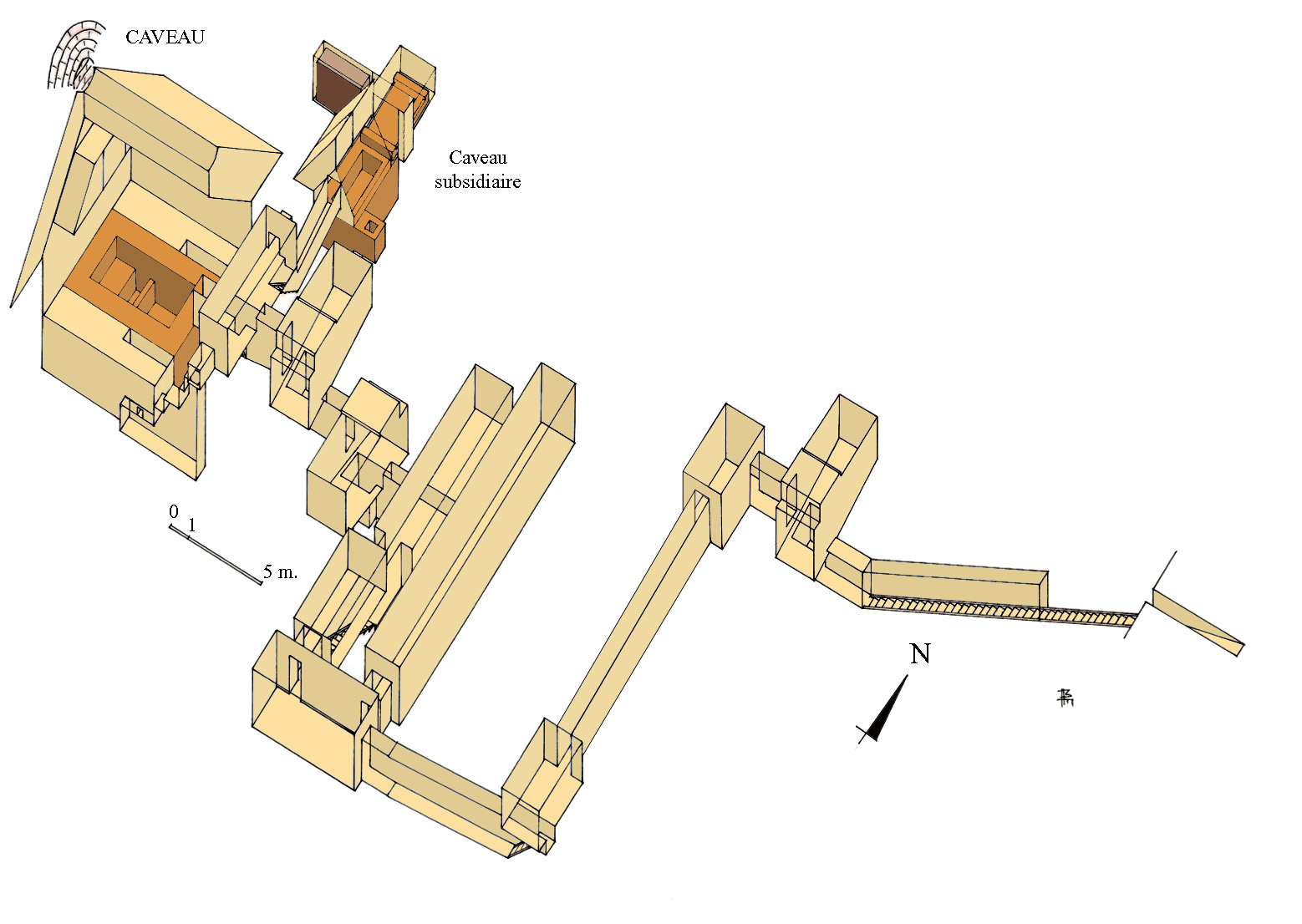
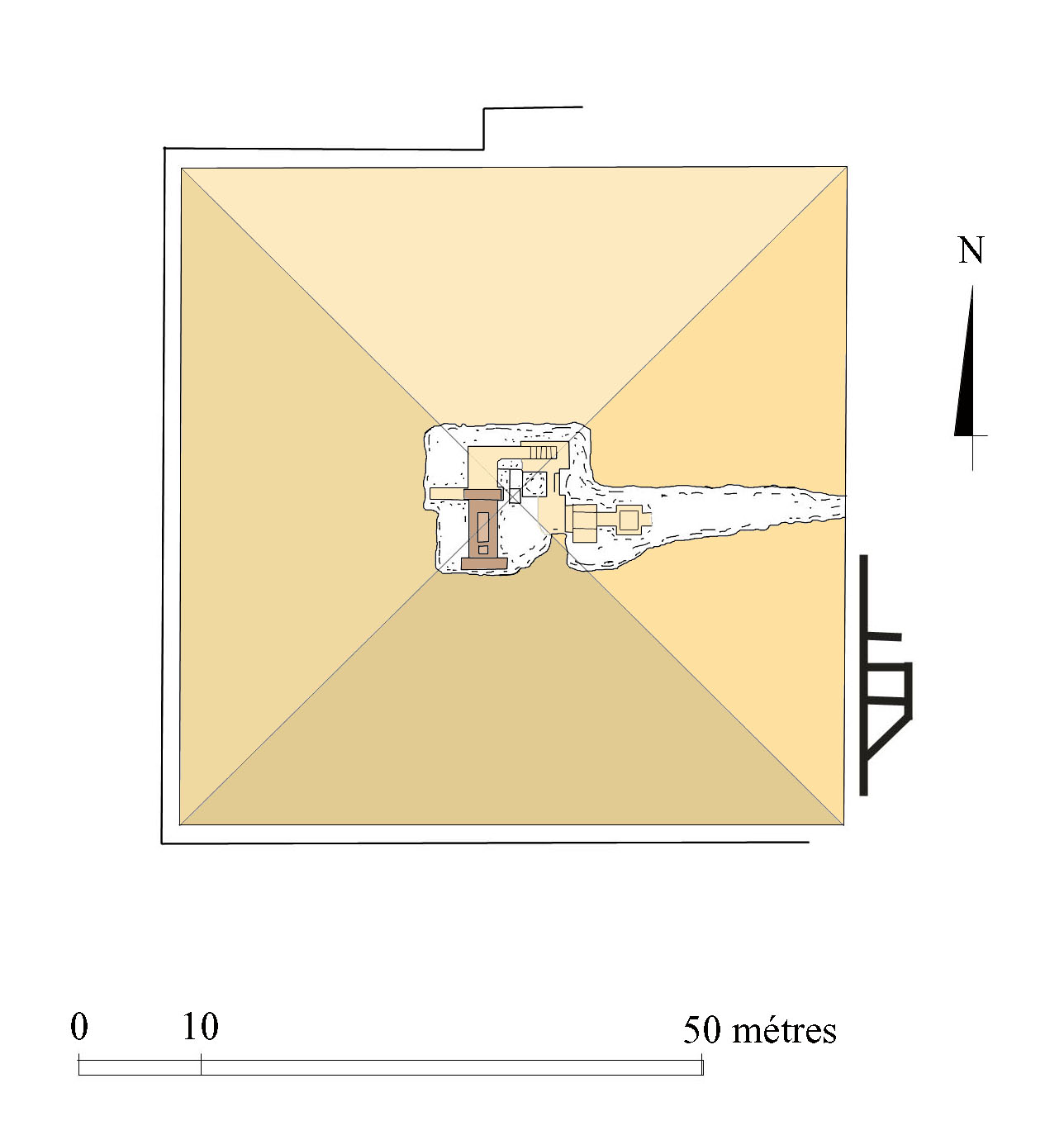
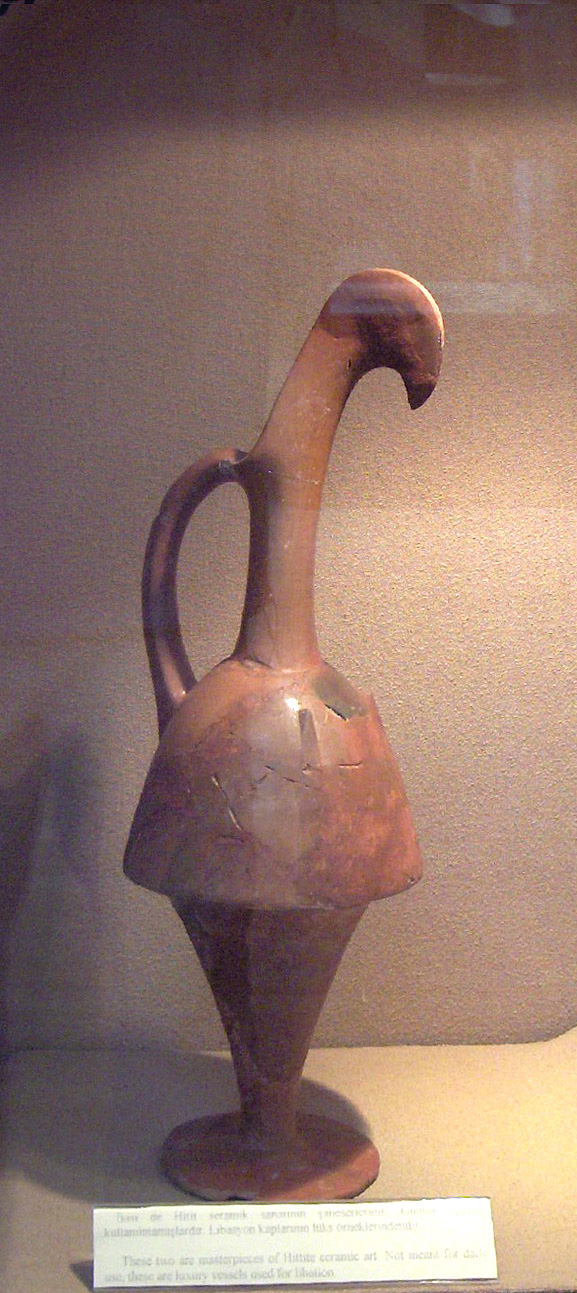
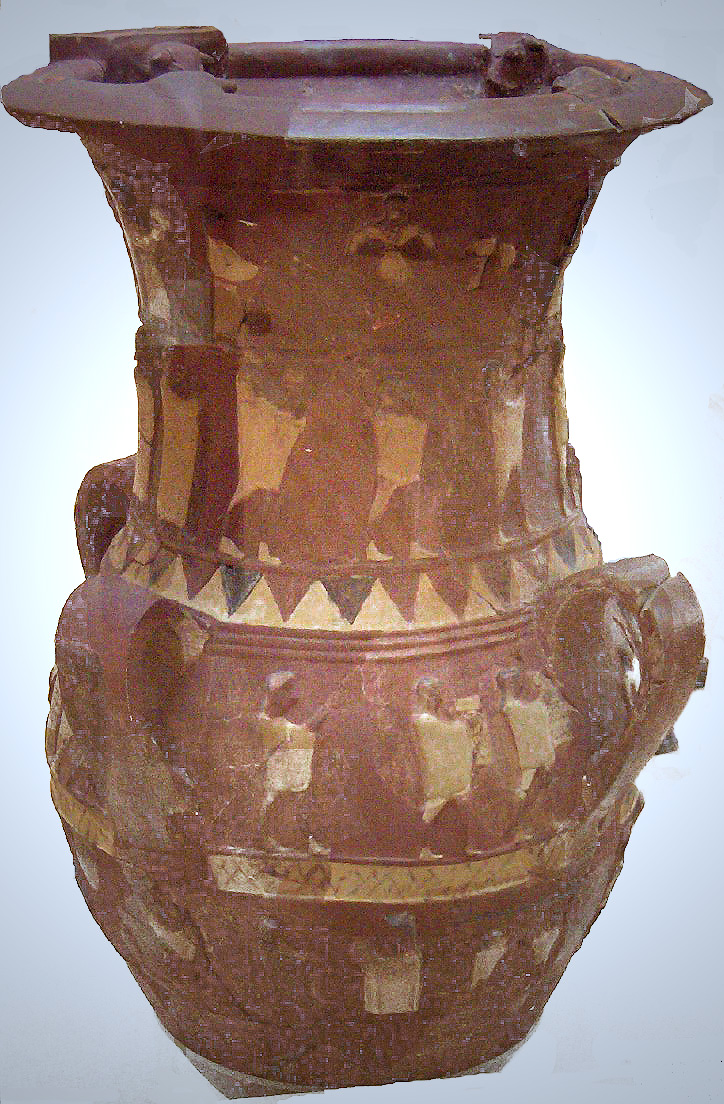
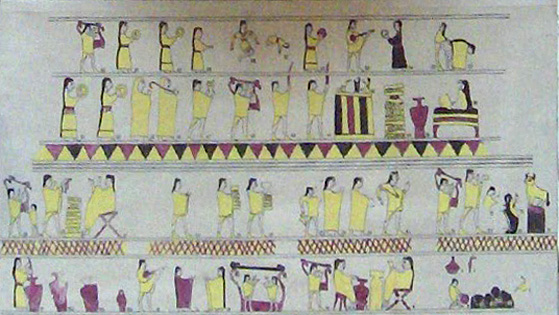
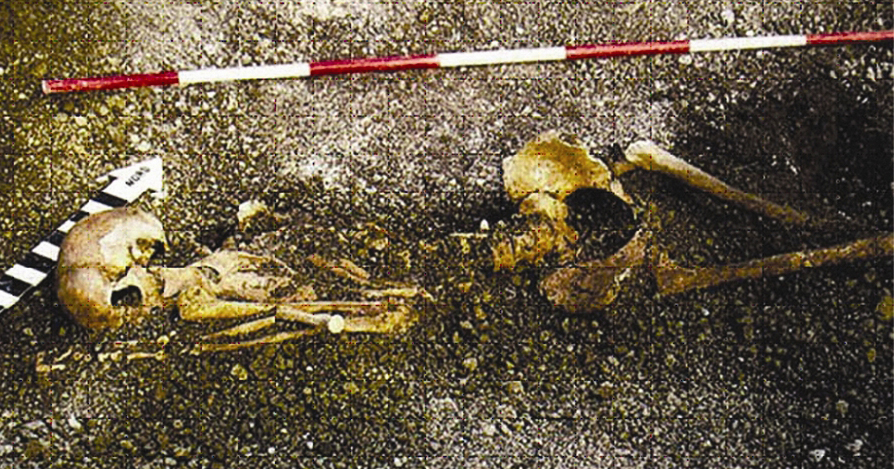
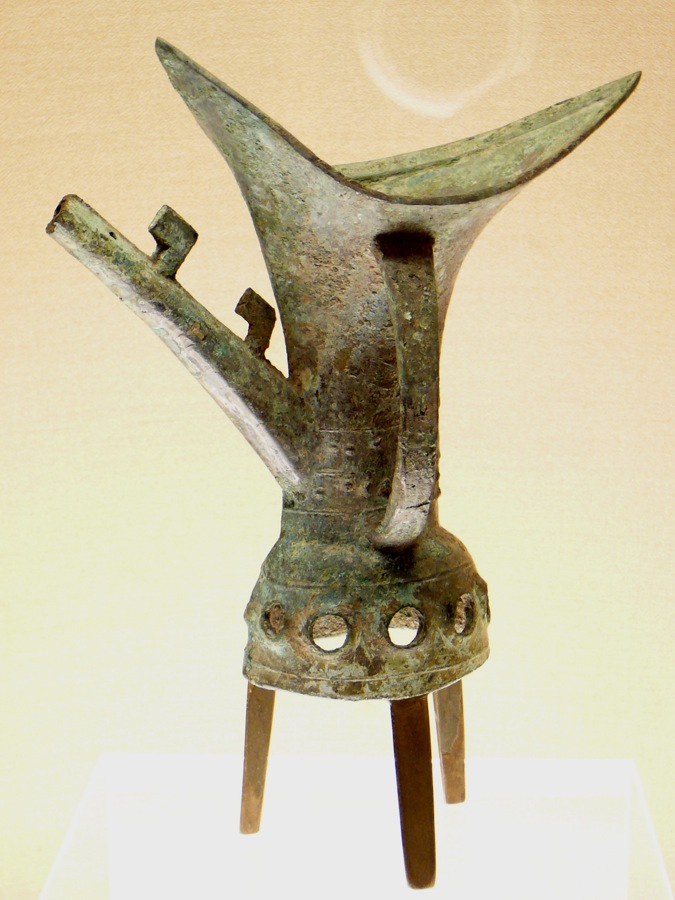
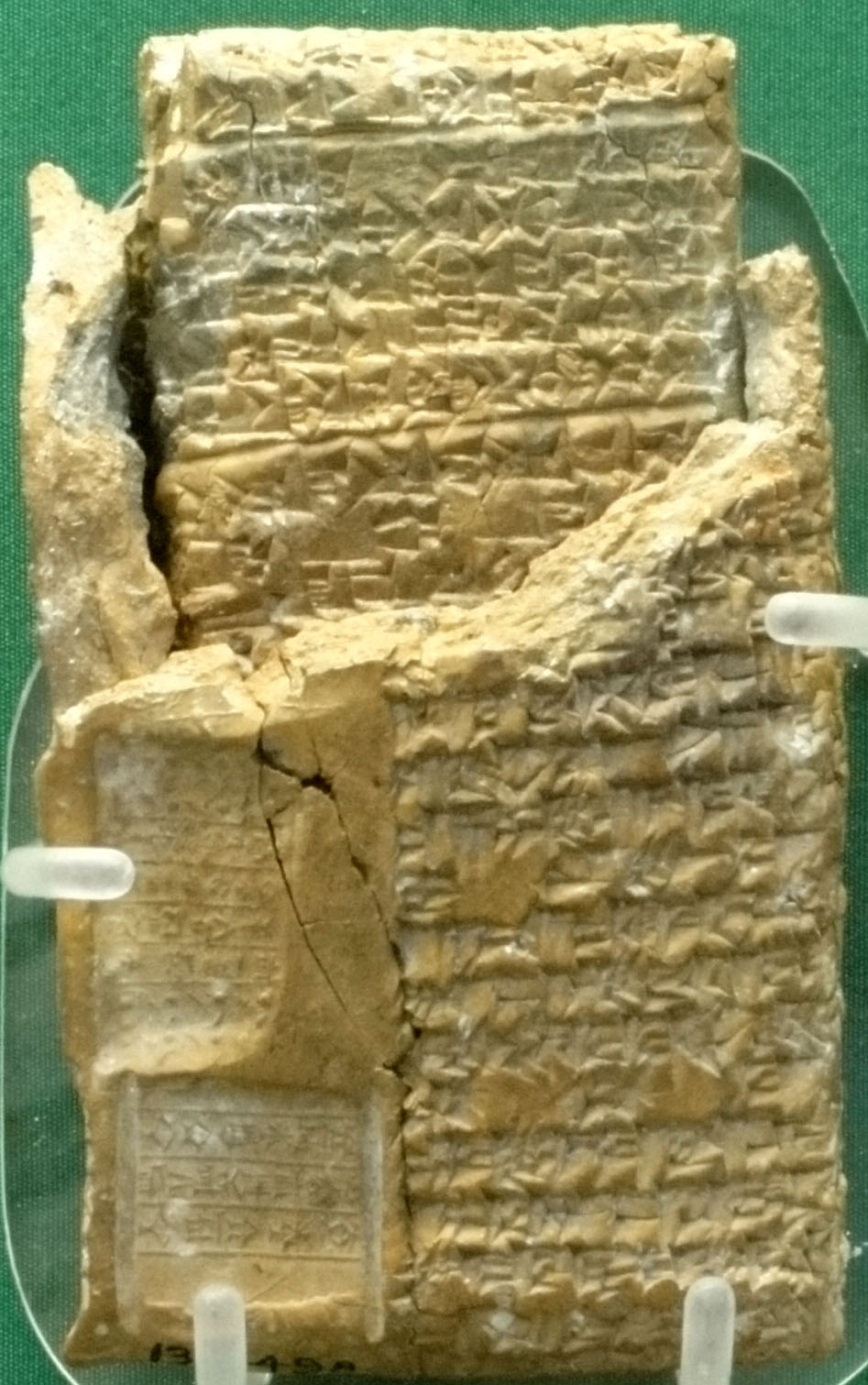
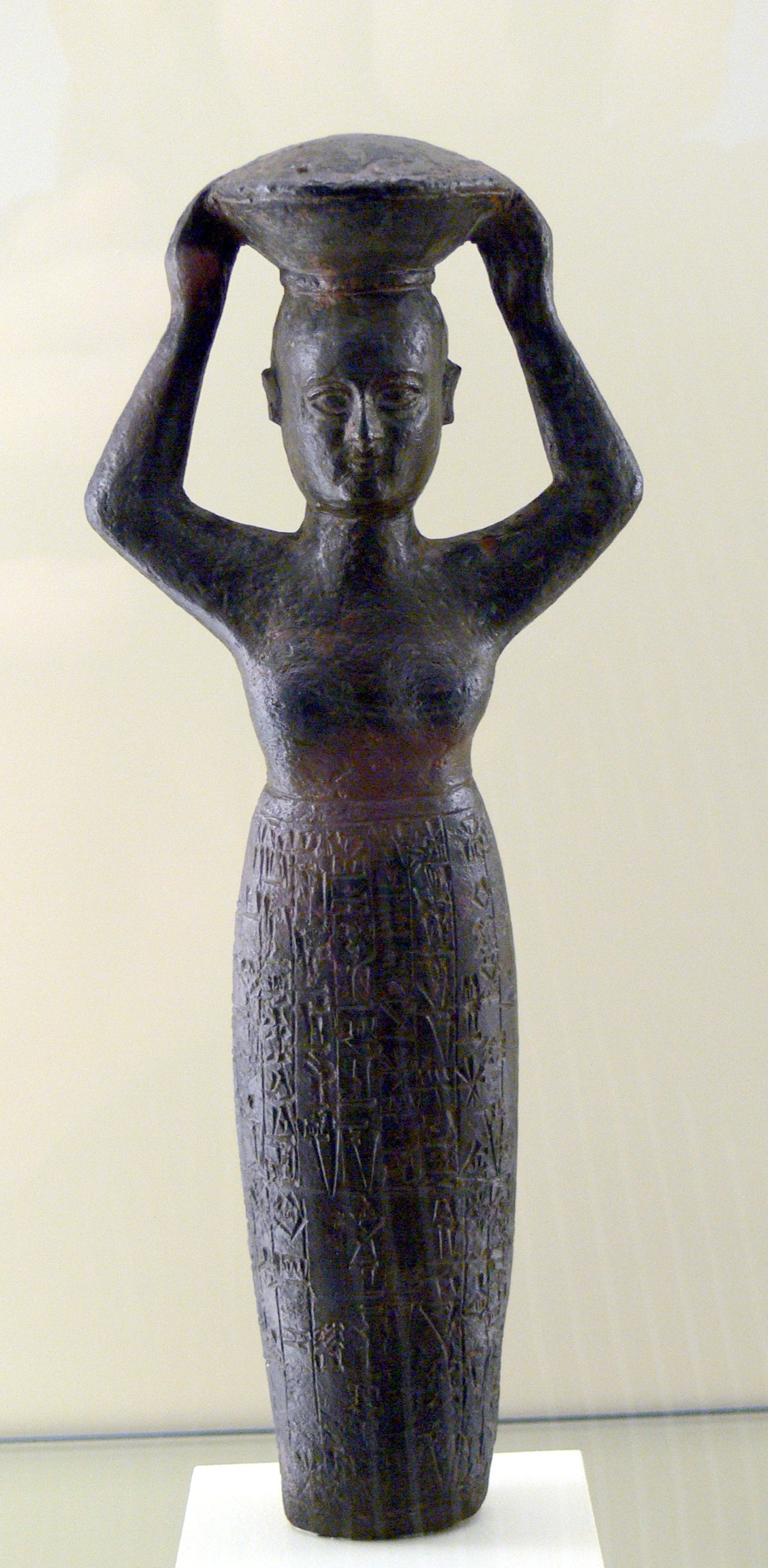
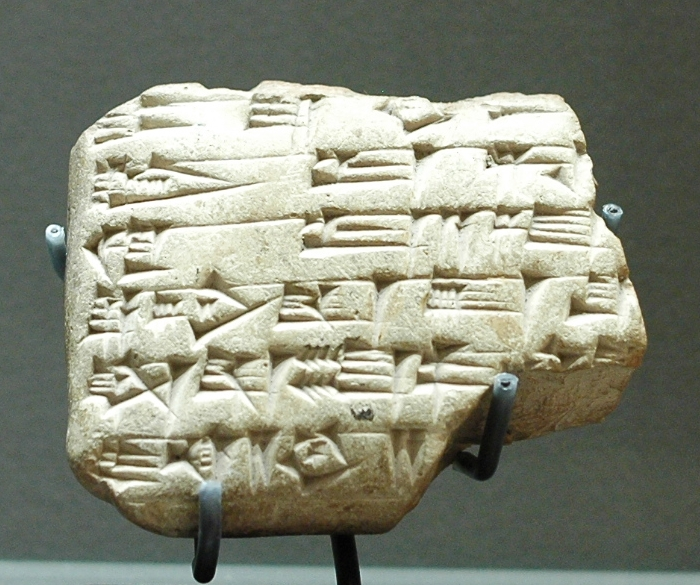
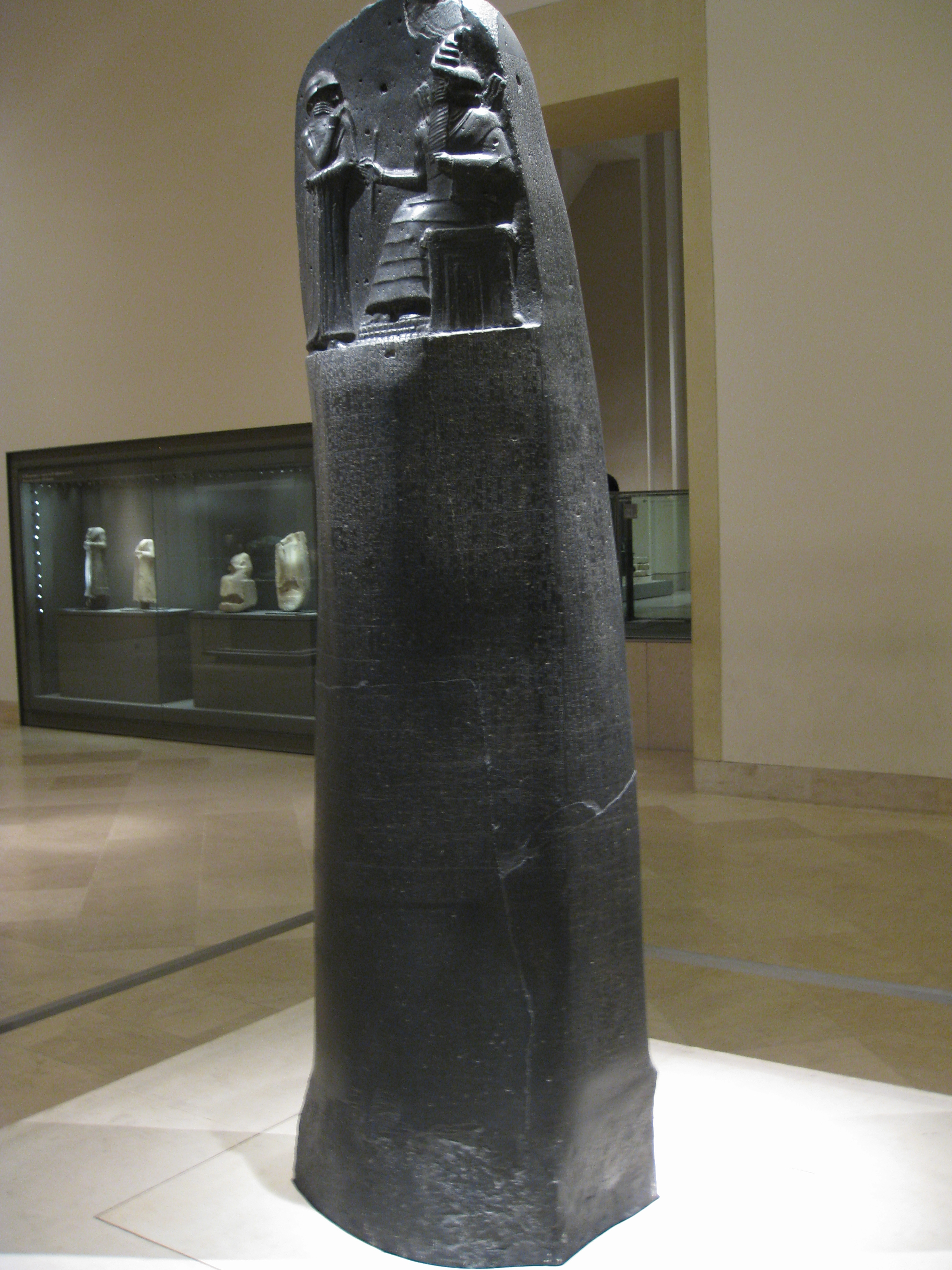
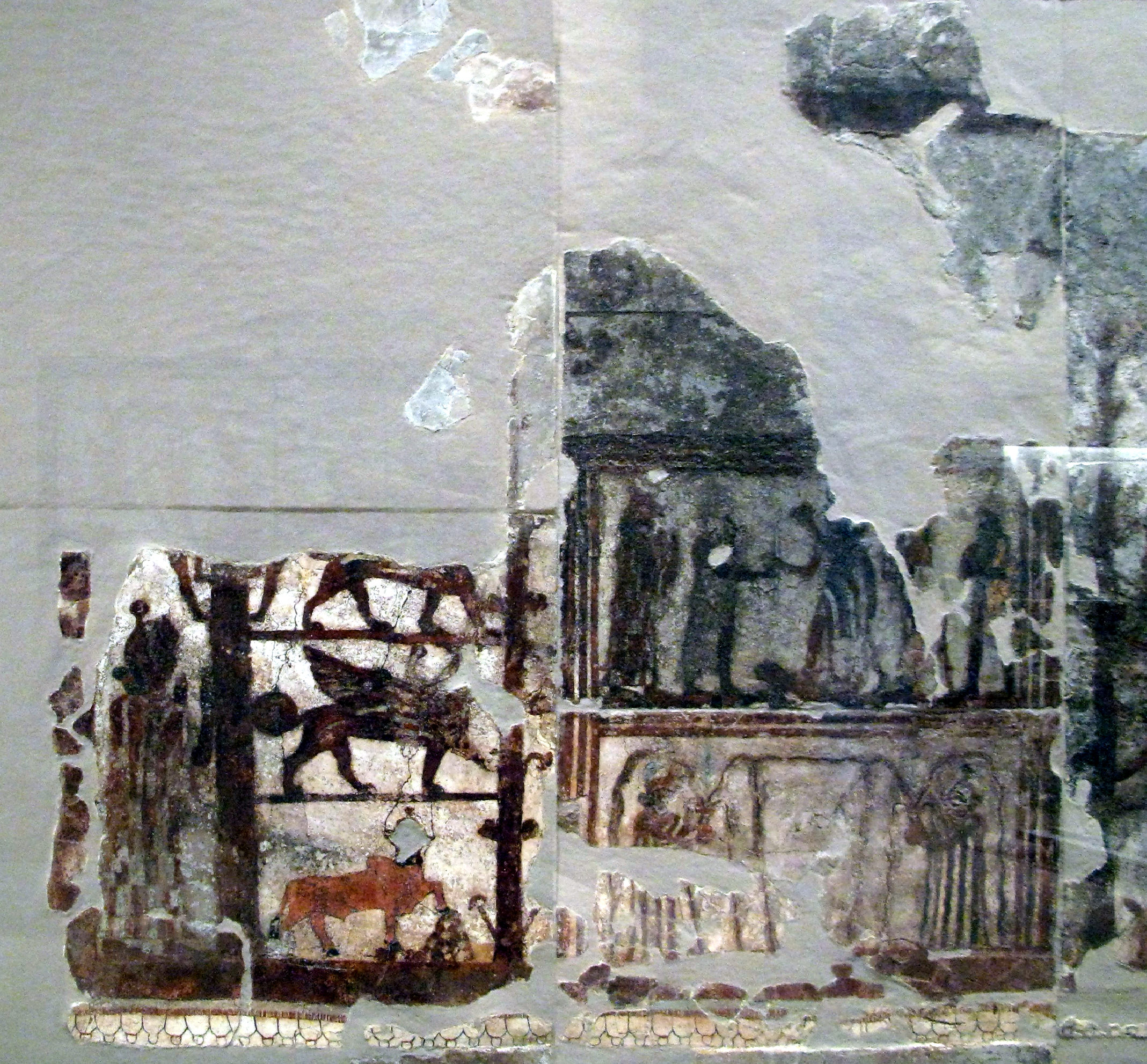
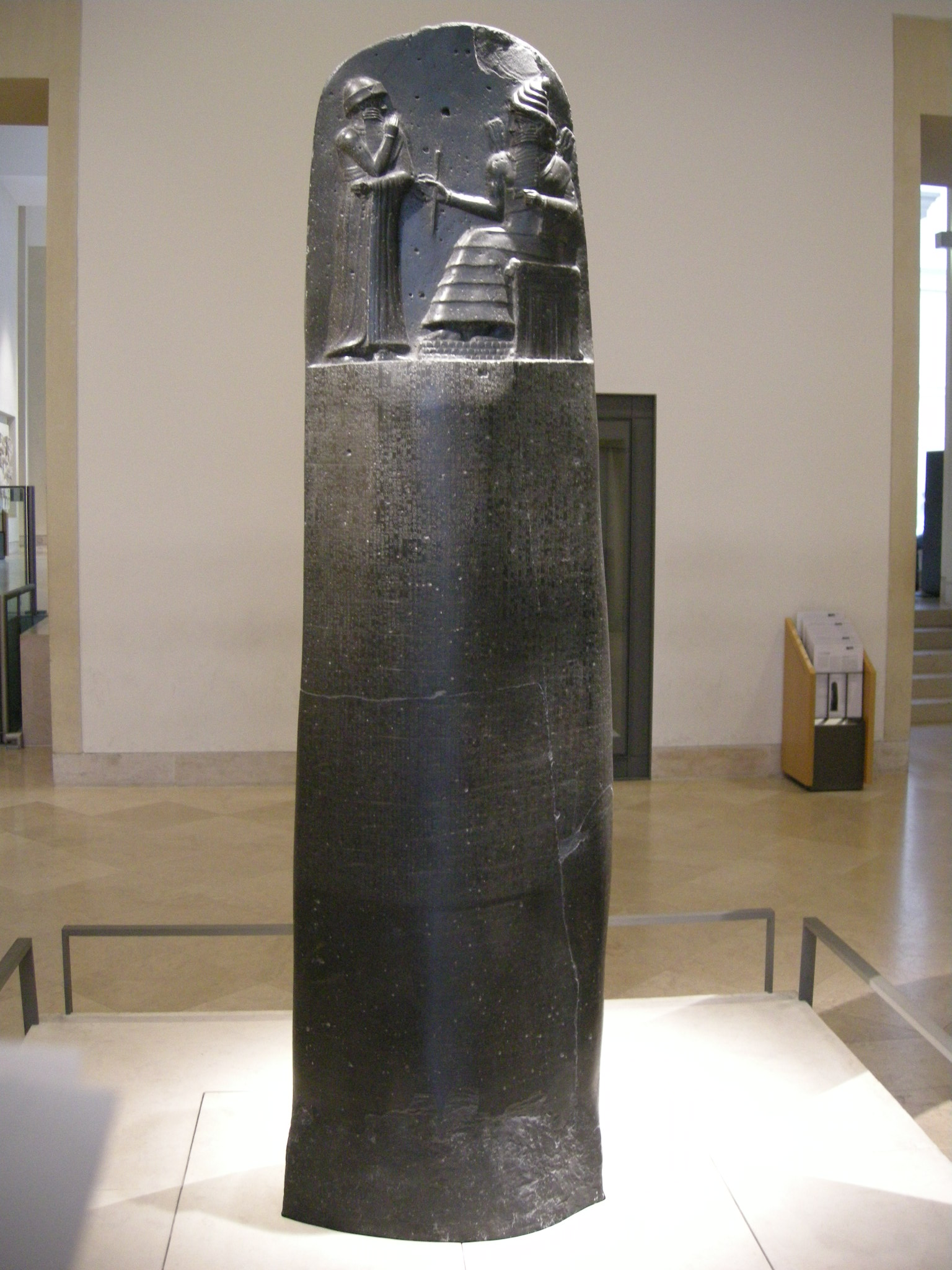
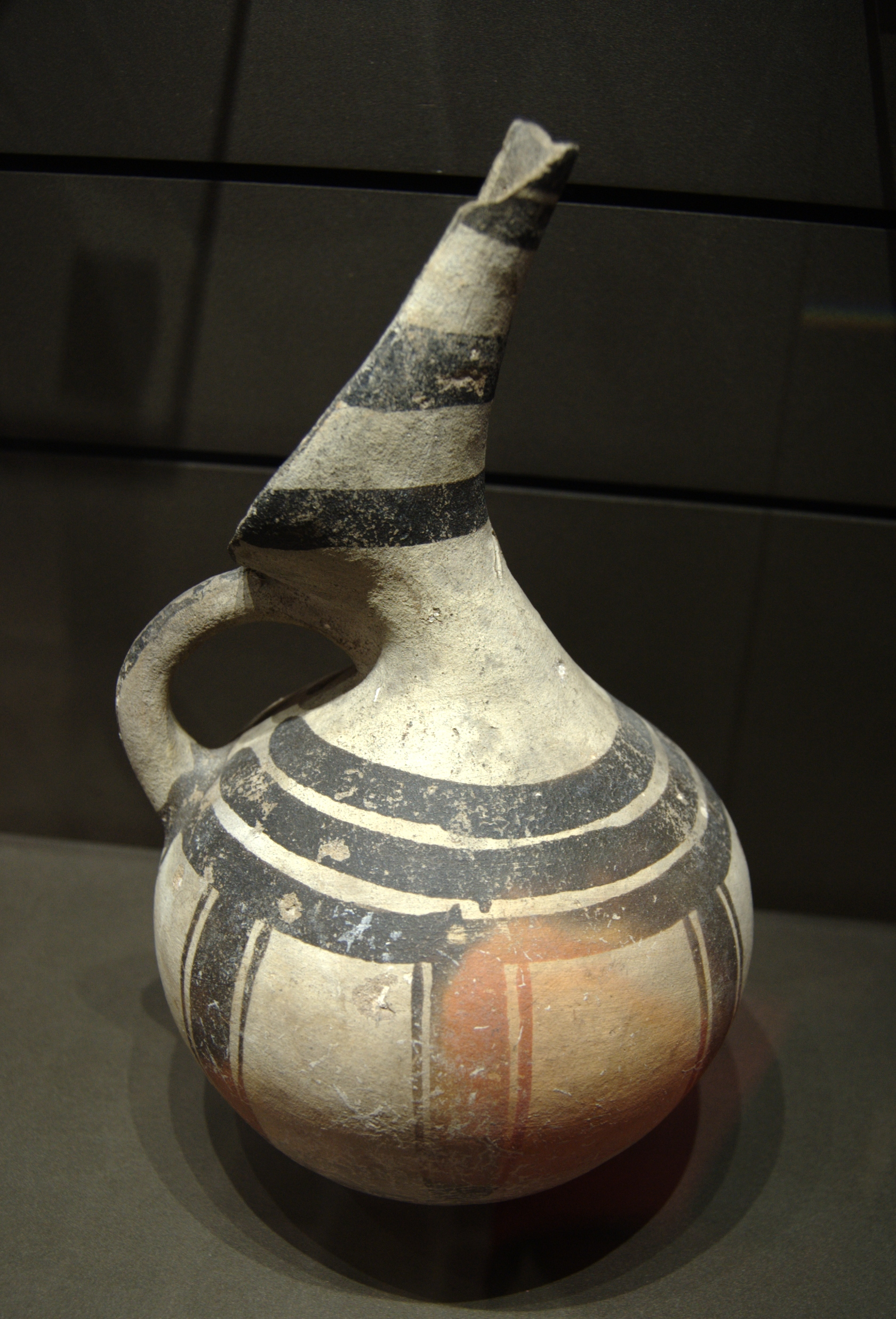
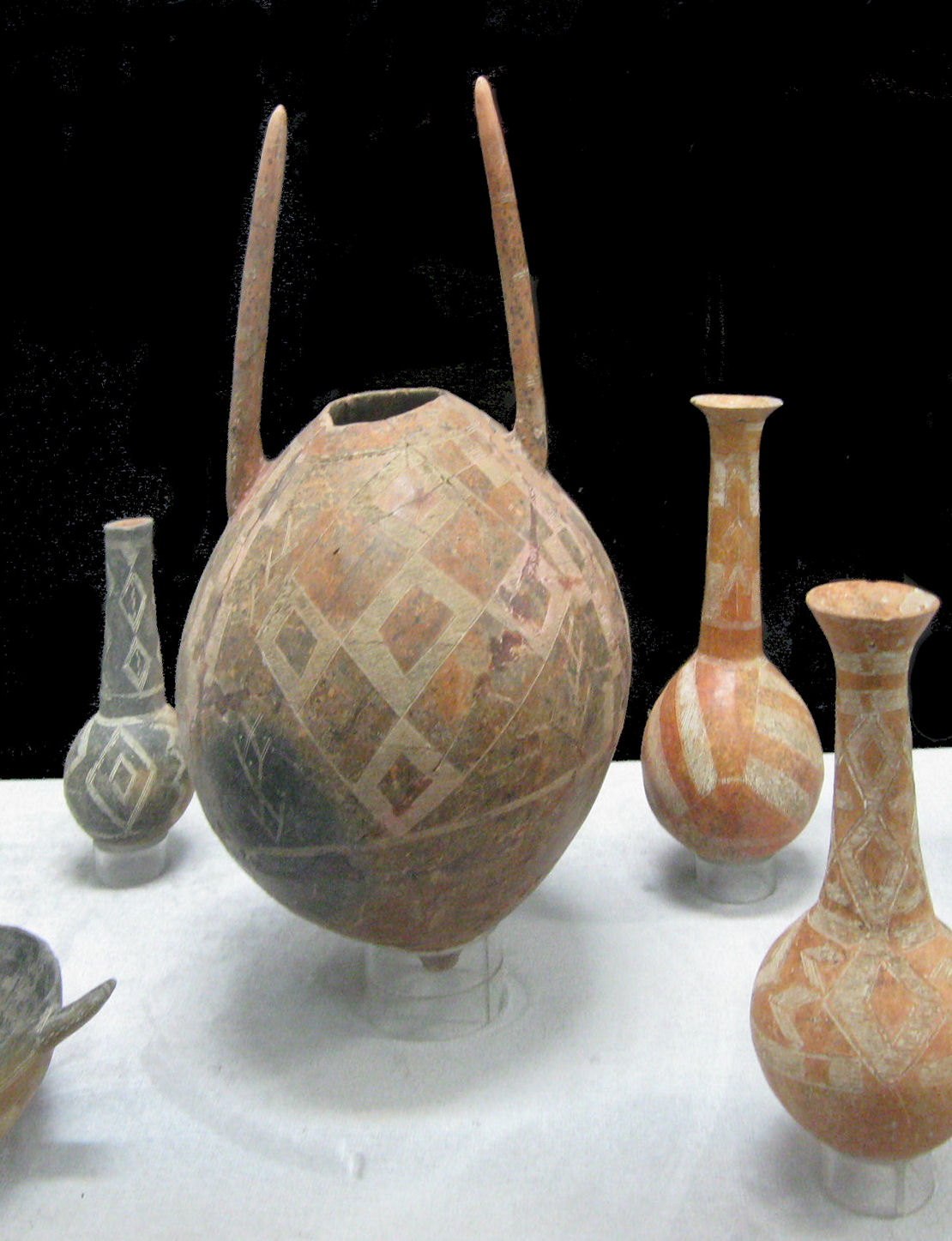
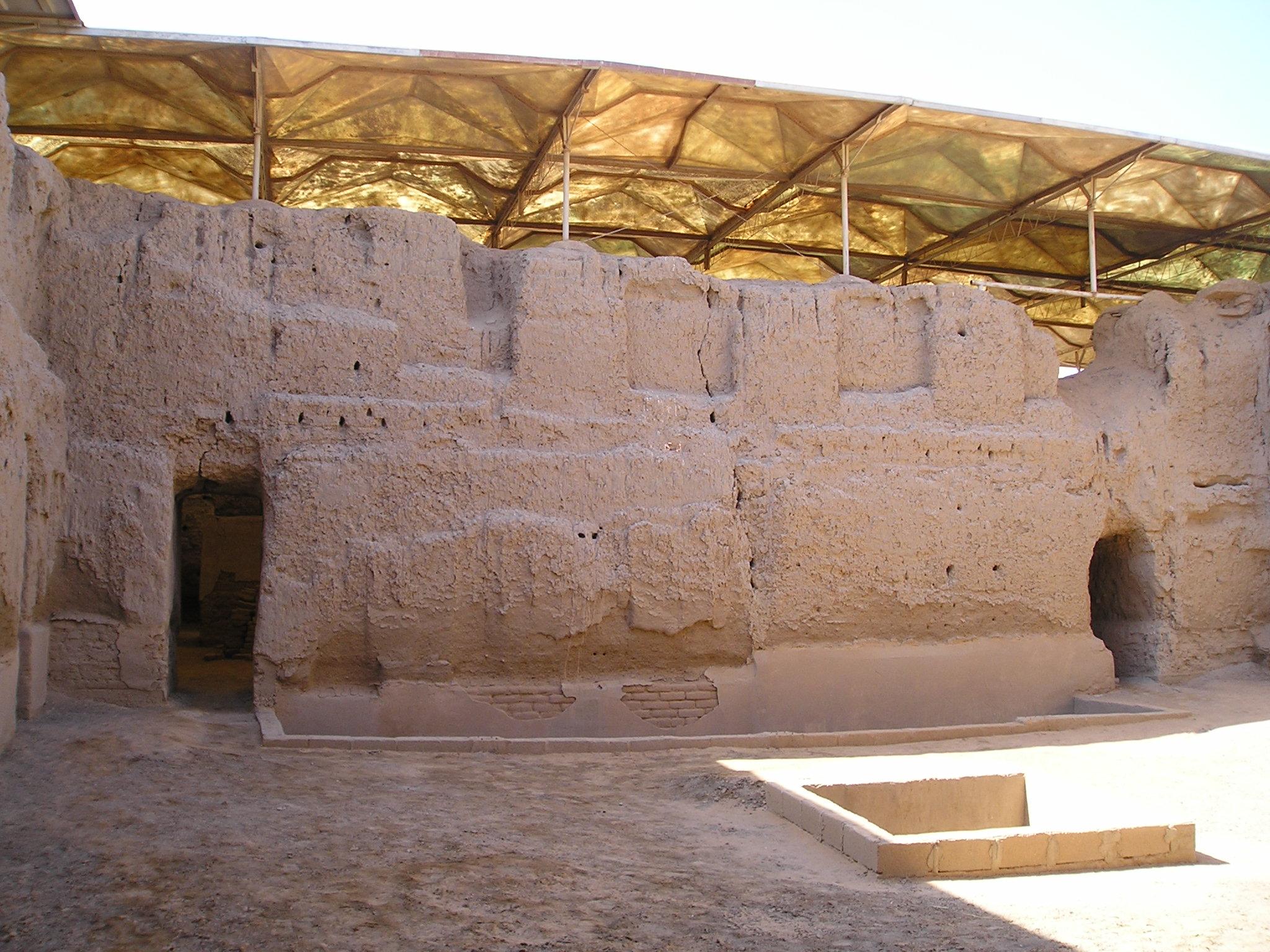
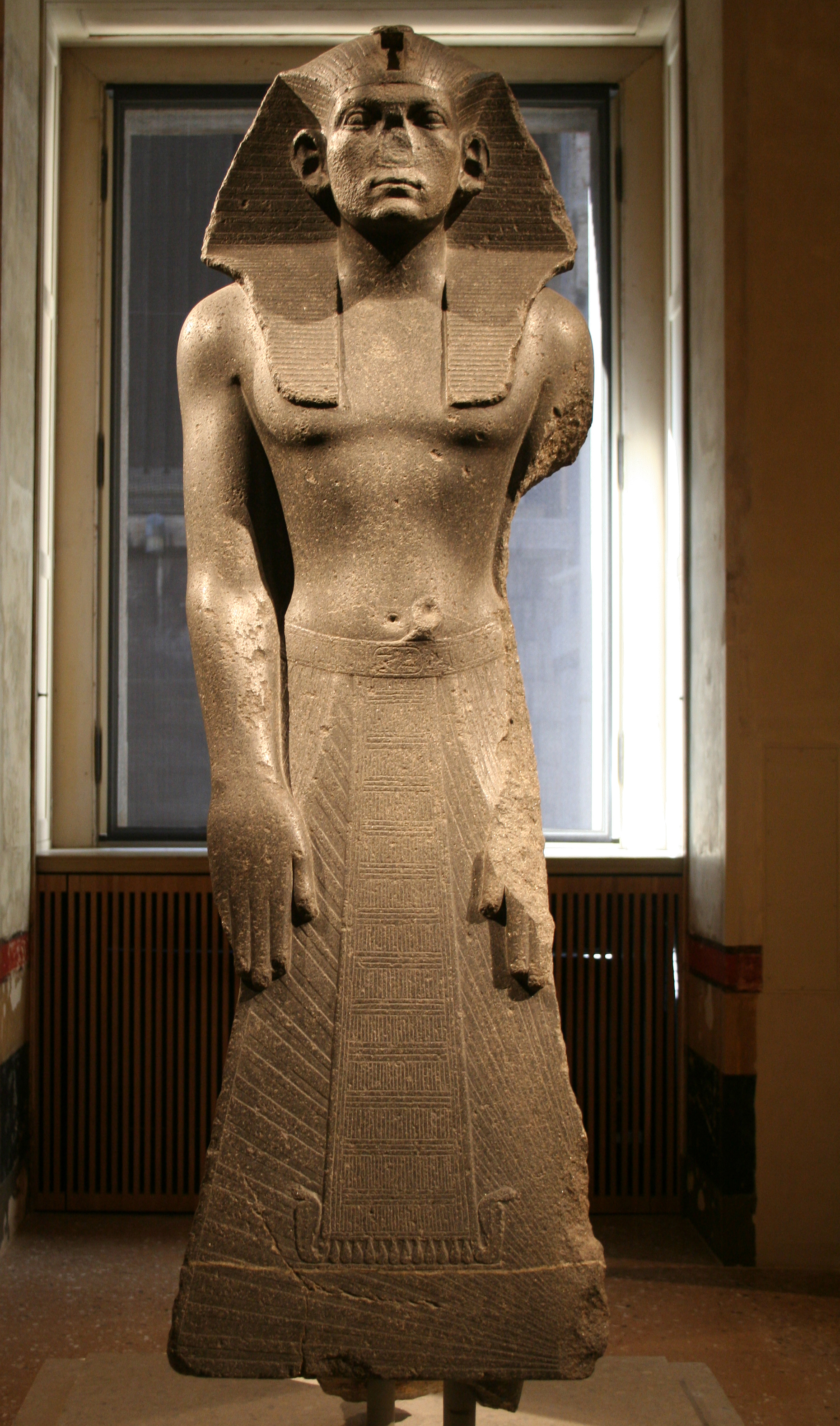
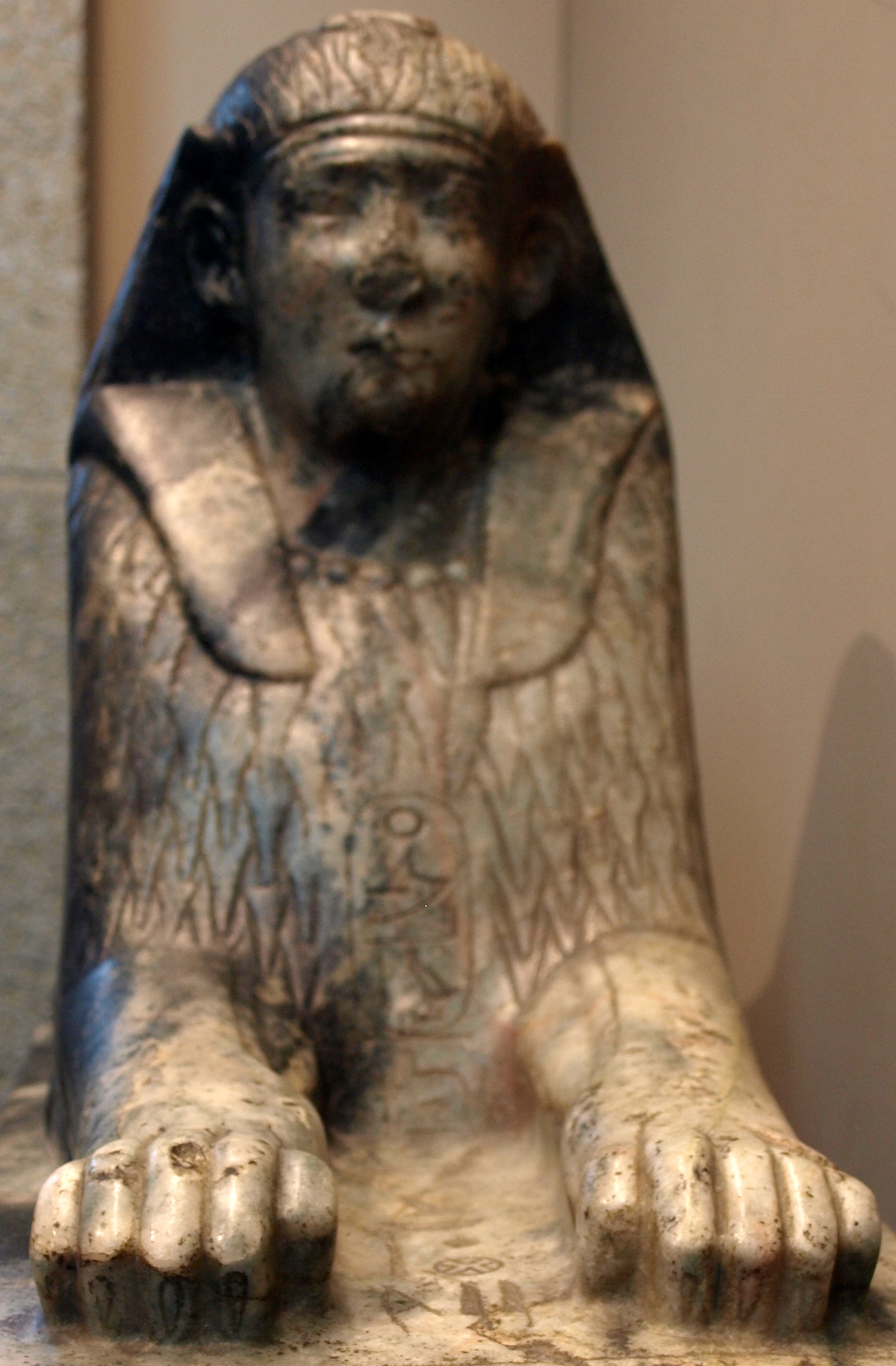

## Oameni importanți
- Hammurabi
- Tang de Shang

## Invenții, descoperiri

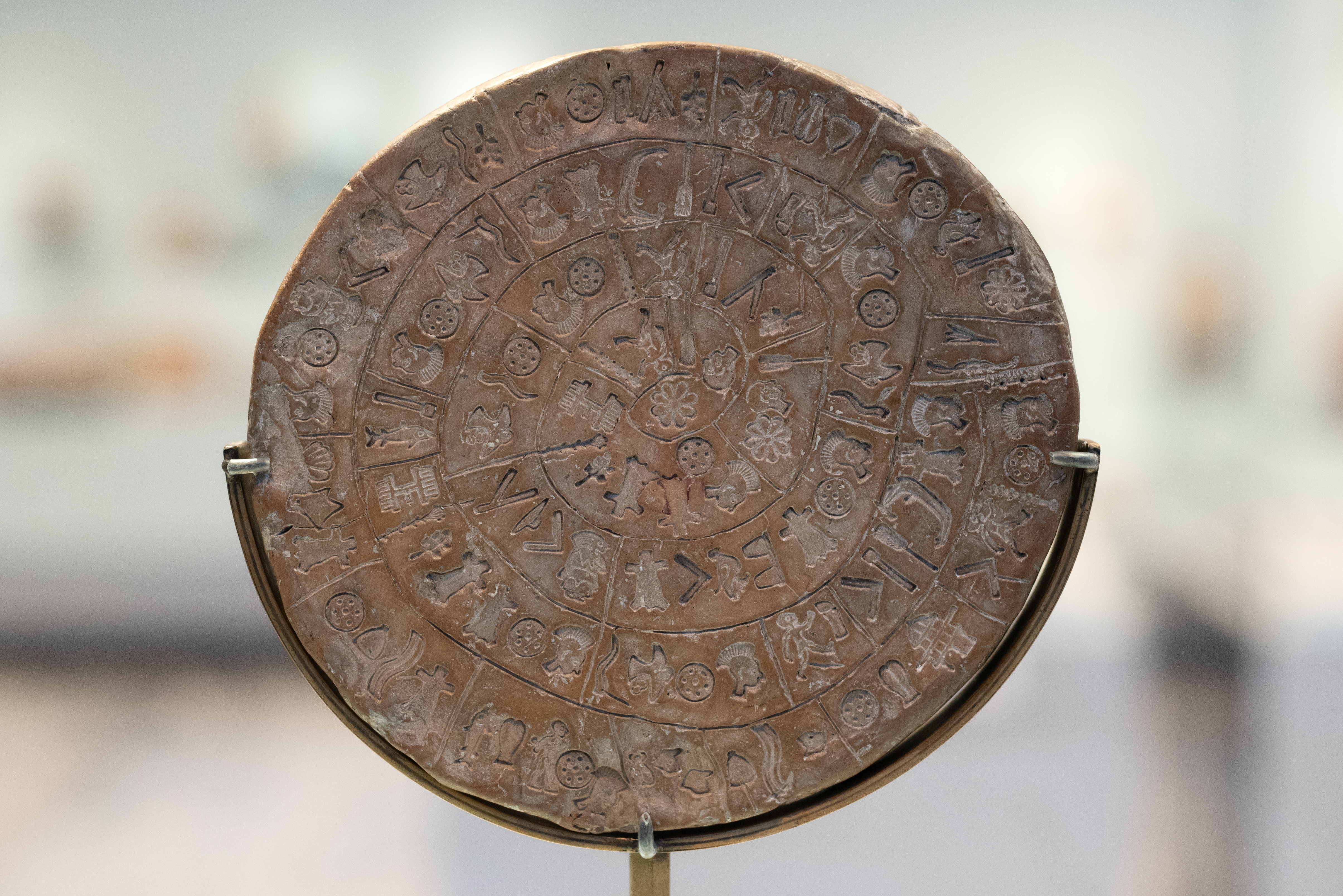
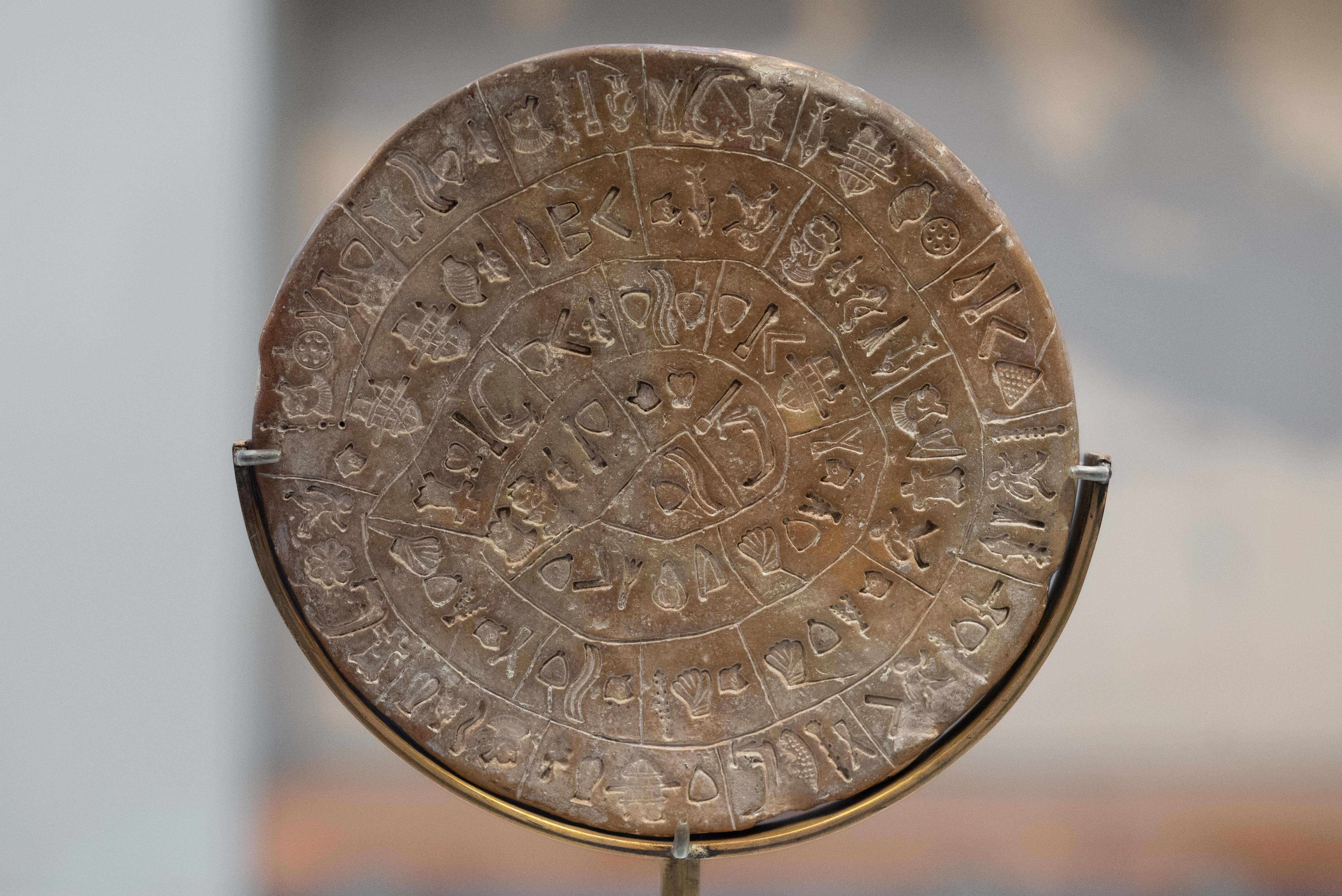

- Egipt: războiul de țesut orizontal
- 1800: primele palate cretane
- 1760: China antică: creșterea animalelor și scrisul
- Discul din Phaistos

## Decenii
| Anii 1790 î.Hr. | Anii 1780 î.Hr. | Anii 1770 î.Hr. | Anii 1760 î.Hr. | Anii 1750 î.Hr. | Anii 1740 î.Hr. | Anii 1730 î.Hr. | Anii 1720 î.Hr. | Anii 1710 î.Hr. | Anii 1700 î.Hr. |